# Надаш, Бенце
Бенце Надаш (венг. Bence Nádas; 17 апреля 1996, Будапешт) — венгерский гребец-байдарочник, выступает за сборную Венгрии по гребле на байдарках и каноэ начиная с 2014 года. Чемпион мира, чемпион Европы, победитель многих регат национального и международного значения.

## Биография
Бенце Надаш родился 17 апреля 1996 года в Будапеште. Активно заниматься греблей начал с раннего детства, проходил подготовку в местном гребном клубе EDF Démász-Szeged под руководством тренера Виктора Хювёша.
Первого серьёзного успеха на взрослом международном уровне добился в сезоне 2014 года, когда вошёл в основной состав венгерской национальной сборной и выступил на чемпионате мира в Москве, где вместе с партнёрами по команде Миклошом Дудашом, Шандором Тоткой и Давидом Херичем одержал победу в программе эстафеты 4 × 200 метров.
В 2016 году Надаш продолжил выступать в составе гребной команды Венгрии и побывал на чемпионате Европы в Москве, откуда привёз награды бронзового и золотого достоинства, выигранные на дистанции 500 метров в зачёте одиночных и четырёхместных байдарок соответственно (при этом в его экипаже также находились Петер Мольнар, Шандор Тотка и Тамаш Шоморац).